# Sofyan Amrabat
Sofyan Amrabat (Blaricum, 21 augustus 1996) is een Marokkaans-Nederlands voetballer die bij voorkeur als middenvelder speelt. Hij tekende in januari 2020 een contract tot 2024 bij Fiorentina, dat circa 20 miljoen euro voor hem betaalde aan Hellas Verona. In augustus 2024 werd Amrabat voor een seizoen verhuurd aan Fenerbahçe met een verplichte optie tot koop. Amrabat debuteerde in 2017 in het Marokkaans voetbalelftal. Hij is de jongere broer van Nordin Amrabat.

## Clubcarrière

### FC Utrecht
Amrabat begon met voetballen bij HSV De Zuidvogels en werd in 2007 opgenomen in de jeugd van FC Utrecht. Daarvoor debuteerde hij op 2 november 2014 in het betaald voetbal. Hij viel die dag in de 83e minuut in voor Kristoffer Peterson tijdens een competitiewedstrijd thuis tegen Vitesse (3-1). Amrabat groeide in het seizoen 2016/17 uit tot basisspeler bij FC Utrecht. Daarmee eindigde hij dat jaar als nummer vier in de Eredivisie. Zijn ploeggenoten en hij wonnen daarna de play-offs voor Europees voetbal. Amrabat maakte tijdens de eerste wedstrijd van de play-offs ook zijn eerste doelpunt in het betaald voetbal; hij bracht FC Utrecht op 0-1 tijdens een 1-3 overwinning uit bij sc Heerenveen op 17 mei 2017.

### Feyenoord
Amrabat tekende op 30 juni 2017 een contract tot 2021 bij Feyenoord, de Nederlandse kampioen van het voorgaande seizoen. Dat betaalde circa 4 miljoen euro voor hem aan FC Utrecht.
Bij zijn debuutwedstrijd won hij als invaller de Johan Cruijff Schaal 2017.

### Club Brugge
Op 24 augustus 2018 tekende Amrabat voor vier seizoenen bij de Belgische landskampioen Club Brugge dat ongeveer 2,5 miljoen euro betaalde aan Feyenoord. Op 26 augustus 2018 maakte hij zijn debuut in de hoogste afdeling tegen Anderlecht (2-1). Amrabat kwam zestien minuten voor tijd Wesley vervangen. Zijn eerste doelpunt in de reguliere competitie maakte Amrabat op 2 december 2018 tegen Standard Luik. De wedstrijd eindigde op 3-0 en Amrabat stond garant voor het derde doelpunt. Die wedstrijd betrof ook de eerste wedstrijd in de competitie waar hij de 90 minuten vol maakte. Bij Brugge kon hij nooit een vaste basisplaats afdwingen.

### Hellas Verona
Hellas Verona toonde aan het begin van het seizoen 2019/20 interesse in Amrabat, die bij Club Brugge op een zijspoor was geraakt. Met Club Brugge werd overeen gekomen dat hij dat seizoen op huurbasis overgenomen kon worden. In de huurovereenkomst werd een optie tot aankoop opgenomen. Bij Hellas Verona maakte Amrabat een goede start. In januari 2020 lichtte Hellas Verona de optie en verkocht hem direct door aan Fiorentina. Amrabat maakt het seizoen 2019/20 op huurbasis af bij Hellas Verona.

### Fiorentina
In seizoen 2020/21 stond Amrabat meestal in de basis bij Fiorentina. In 2022/23 werd de finale van de Conference League behaald. Deze werd verloren van West Ham United.

### Manchester United
In september 2023 tekende Amrabat op huurbasis een eenjarig contract bij Manchester United.

### Fenerbahçe
In augustus 2024 werd Amrabat voor een seizoen verhuurd aan Fenerbahçe met een verplichte optie tot koop na de huurperiode.

## Clubstatistieken
| Seizoen                               | Club                | Competitie         | Competitie | Competitie | Beker | Beker | Internationaal | Internationaal | Totaal | Totaal |
| Seizoen                               | Club                | Competitie         | Wed.       | Dlp.       | Wed.  | Dlp.  | Wed.           | Dlp.           | Wed.   | Dlp.   |
| ------------------------------------- | ------------------- | ------------------ | ---------- | ---------- | ----- | ----- | -------------- | -------------- | ------ | ------ |
| 2014/15                               | FC Utrecht          | Eredivisie         | 4          | 0          | 0     | 0     | –              | –              | 4      | 0      |
| 2015/16                               | FC Utrecht          | Eredivisie         | 7          | 0          | 1     | 0     | –              | –              | 8      | 0      |
| 2016/17                               | FC Utrecht          | Eredivisie         | 34         | 1          | 4     | 0     | –              | –              | 38     | 1      |
| 2017/18                               | Feyenoord           | Eredivisie         | 21         | 1          | 3     | 0     | 6              | 1              | 30     | 2      |
| 2018/19                               | Feyenoord           | Eredivisie         | 0          | 0          | 0     | 0     | 1              | 0              | 1      | 0      |
| 2018/19                               | Club Brugge         | Jupiler Pro League | 24         | 1          | 1     | 0     | 4              | 0              | 29     | 1      |
| 2019/20                               | Club Brugge         | Jupiler Pro League | 1          | 0          | 0     | 0     | 0              | 0              | 1      | 0      |
| 2019/20                               | → Hellas Verona     | Serie A            | 34         | 1          | 0     | 0     | –              | –              | 34     | 1      |
| 2020/21                               | Fiorentina          | Serie A            | 31         | 0          | 2     | 0     | 0              | 0              | 33     | 0      |
| 2021/22                               | Fiorentina          | Serie A            | 23         | 1          | 2     | 0     | 0              | 0              | 25     | 1      |
| 2022/23                               | Fiorentina          | Serie A            | 29         | 0          | 5     | 0     | 15             | 0              | 49     | 0      |
| 2023/24                               | → Manchester United | Premier League     | 21         | 0          | 4     | 0     | 5              | 0              | 30     | 0      |
| 2024/25                               | Fiorentina          | Serie A            | 2          | 0          | 0     | 0     | 2              | 0              | 4      | 0      |
| 2024/25                               | → Fenerbahçe        | Süper Lig          | 26         | 2          | 3     | 0     | 10             | 0              | 39     | 2      |
| 2025/26                               | Fenerbahçe          | Süper Lig          | 0          | 0          | 0     | 0     | 1              | 1              | 1      | 1      |
| Carrière totaal                       | Carrière totaal     | Carrière totaal    | 257        | 7          | 25    | 0     | 44             | 2              | 326    | 9      |
| Bijgewerkt tot en met 7 augustus 2025 |                     |                    |            |            |       |       |                |                |        |        |

## Interlandcarrière
Sofyan Amrabat maakte in 2017 zijn debuut voor het nationale team van Marokko in een oefenwedstrijd tegen Tunesië. In 2018 werd hij opgeroepen voor het WK in Rusland en ook in 2022 zat hij bij de selectie voor het WK in Qatar.

## Erelijst
| Competitie           |           |            |           |           |
| Competitie           | Aantal    | Jaren      |           |           |
| Feyenoord            | Feyenoord | Feyenoord  | Feyenoord | Feyenoord |
| -------------------- | --------- | ---------- | --------- | --------- |
| KNVB beker           | 1x        | 2017/18    |           |           |
| Johan Cruijff Schaal | 2x        | 2017, 2018 |           |           |
| Club Brugge          |           |            |           |           |
| Eerste klasse A      | 1x        | 2019/20    |           |           |
| Manchester United    |           |            |           |           |
| FA Cup               | 1x        | 2023/24    |           |           |